# Mark Warnecke
Mark Warnecke (Bochum, 15 febbraio 1970) è un ex nuotatore tedesco.
Specializzato nella rana ha vinto la medaglia di bronzo nei 100 m rana alle Olimpiadi di Atlanta 1996.

## Palmarès
- Olimpiadi

Atlanta 1996: bronzo nei 100m rana.
- Mondiali

Montreal 2005: oro nei 50m rana.
- Mondiali in vasca corta

Rio de Janeiro 1995: oro nei 100m rana.
Atene 2000: oro nei 50m rana.
- Europei

Vienna 1995: bronzo nella 4x100m misti.
Istanbul 1999: oro nei 50m rana, argento nei 100m rana e nella 4x100m misti.
Helsinki 2000: oro nei 50m rana.
- Europei in vasca corta

Gateshead 1993: bronzo nei 50m rana.
Stavenger 1994: oro nei 50m rana.
Sheffield 1998: oro nei 50m rana e nella 4x50m misti e argento nei 100m rana.
Lisbona 1999: oro nei 50m rana e argento nella 4x50m misti.
Valencia 2000: oro nei 50m rana e nella 4x50m misti.
Anversa 2001: oro nella 4x50m misti e argento nei 50m rana.
Riesa 2002: argento nei 50m rana.
Dublino 2003: oro nella 4x50m misti e bronzo nei 50m rana.
Vienna 2004: oro nella 4x50m misti.
Trieste 2005: oro nella 4x50m misti.

### Coppa del Mondo
- Vincitore della Coppa del Mondo di rana nel 1995, nel 1997 e nel 1998
- Vincitore della Coppa del Mondo dei 50m rana nel 2000